# John Ryle (escritor)
John Rowland Ryle (nacido el 2 de mayo de 1952) es un escritor, antropólogo, cineasta y académico británico, especializado en África Oriental. Es cofundador del Instituto del Valle del Rift y catedrático de antropología Legrand Ramsey en el Bard College de Nueva York.

## Antecedentes
Su padre, John Creagh Ryle, médico y alpinista, era médico generalista en Shrewsbury, Shropshire, donde nació Ryle. Su madre, Melody Ryle, de soltera Jackson, era una incondicional de la Asociación de Planificación Familiar local y una notable botánica y jardinera aficionada. Ryle es nieto del pionero de la medicina social John Alfred Ryle, sobrino del astrónomo Sir Martin Ryle, sobrino nieto del filósofo Gilbert Ryle y tataranieto de John Charles Ryle, obispo evangélico de Liverpool en las últimas décadas del siglo XIX.

## Vida y trabajo
Ryle estudió en el Shrewsbury School y en la Universidad de Oxford, donde se licenció en Lengua y Literatura Inglesas. Realizó estudios de postgrado en antropología social, llevando a cabo un trabajo de campo entre las comunidades Agar Dinka del actual Sudán del Sur. En 1975 se convirtió en editor adjunto del Times Literary Supplement. Durante la huelga de la imprenta de Times Newspapers, fundó, con Richard Boston, la aclamada pero efímera revista Quarto (1978-1981). De 1982 a 1986 trabajó para el Sunday Times de Londres como subdirector literario y, posteriormente, como articulista. Ha escrito para la London Review of Books, la New York Review of Books, el New Yorker, Los Angeles Times y varias publicaciones académicas, y es editor colaborador de Granta.
Ryle también trabajó como portero en el Embassy Club de Bond Street, en Londres, como peón de los Royal American Shows y del Canadian Pacific Railway, como escritor fantasma de la autobiografía inédita de Mick Jagger, y como escritor de viajes.
A finales de la década de 1980, Ryle fue funcionario de proyectos de la Fundación Ford en Brasil y vivió en una comunidad afrobrasileña de Salvador de Bahía. En la década de 1990, trabajó como consultor para organizaciones de ayuda y desarrollo en Sudán y el Cuerno de África, entre ellas Save the Children Fund (Reino Unido). Su columna semanal, City of Words, apareció en The Guardian de 1995 a 1999. De 1996 a 1997, fue becario de investigación del Nuffield College de Oxford. En la década de 1990 se convirtió en activista de la Campaña Internacional para la Prohibición de las Minas Terrestres.
De 2001 a 2017, Ryle fue sucesivamente presidente y director ejecutivo del Instituto del Valle del Rift, una organización de investigación e información pública que opera en África oriental y que fundó con Jok Madut Jok y Philip Winter. Fue miembro del Grupo Internacional de Personas Eminentes, informando sobre la esclavitud y el secuestro en Sudán. Desde 2007, es profesor de antropología Legrand Ramsey en el Bard College, una universidad de artes liberales del estado de Nueva York. Es miembro del consejo de administración de la división africana de Human Rights Watch Africa Division y también ha formado parte de los consejos del Media Development Investment Fund y de la revista académica African Affairs.